# Antoine Corriger
Antoine Corriger, dit l'abbé Corriger, est un prêtre français, né en 1884 à Sarraltroff en Lorraine et mort en 1967 à Groslay dans le Val-d'Oise. 

## Biographie

### Jeunesse et Famille
Son père, garde forestier, refusa l’annexion allemande de la Lorraine par Bismarck et partit avec sa famille pour la région parisienne, alors qu’il ne parlait pas du tout le français ; d’abord ouvrier dans les usines Renault de Billancourt, il supporta difficilement les moqueries dont il était l’objet en raison de son accent germanique, et il retrouva un emploi de garde-chasse dans un domaine privé. Sa mère travailla comme employée de maison. Le jeune Antoine fut éduqué dans une atmosphère de grande piété et fit ses études de séminariste dans le diocèse de Versailles. Devenu prêtre, il fut, pendant quarante ans, curé du village de Chaumontel (Val-d'Oise), qui dépendait du diocèse de Versailles avant la création du diocèse de Pontoise.

### Pendant la guerre, un curé héroïque
L’abbé Corriger a caché, pendant quatre ans, sous l'occupation nazie, quinze Juifs, dont neuf enfants, de la famille Picovschi, immigrés originaires de Bessarabie, dans les locaux paroissiaux. Le décret du 22 juillet 1940 retire la nationalité française aux Juifs immigrés. En 1941, Rykla Picovschi sollicite l’aide de l’abbé Corriger pour ses trois enfants, et d’autres membres de sa famille. Son mari choisit de rester à Paris, mais, pris lors de la rafle du Vel d’Hiv, le 16 juillet 1942, il est interné à Drancy et disparaît. Des cousins rejoignent alors la famille. Une militante communiste connue de la famille, Madame Étienne, s’installe à Chaumontel et devient gouvernante du curé. Elle participe au sauvetage. Pour ne pas éveiller les soupçons, l’abbé Corriger cache ses protégés en alternance dans le presbytère et sous l’estrade du théâtre de la salle paroissiale. Il les nourrit discrètement, en cultivant son potager, en ramassant les châtaignes dans la forêt. Il n’est pas facile de trouver à manger pour quinze personnes, dans une période où les restrictions alimentaires sont très dures, alors qu’on est censé vivre célibataire. Le jour, il disperse les enfants dans des fermes de paroissiens de confiance. Le secret de son action est connu seulement de sa sœur Lise et de sa gouvernante.

### Après guerre, un pauvre curé de campagne
Parmi les gens qui l’ont connu après la guerre, presque tous ignoraient cette activité héroïque. Il ne l’a révélée qu’aux membres de sa famille qu’il allait voir périodiquement à Sarraltroff, faisant le trajet en soutane sur un Vélosolex et mendiant de l’essence chez les pompistes. Il vivait très pauvrement au presbytère de Chaumontel, à la fois parce qu’il était responsable d’une paroisse elle-même pauvre et parce qu’il donnait régulièrement aux indigents le peu qu’il possédait. L’environnement était très anticlérical et son église était régulièrement souillée. Ses paroissiens le trouvaient souvent la serpillère à la main, nettoyant les souillures avec une grande patience. Pour financer les réparations nécessaires, il se montra inventif : sous le pseudonyme de Guy d’Ars, il composa un oratorio, Jeanne aux voix, qu’il fit graver, en 1954, sur disque vinyle 33 tours ; il publia des cartes postales à partir de ses photographies. Il est cité comme restaurateur de l'église de Chaumontel sur le site de la paroisse de Luzarches. Il est mort le 25 décembre 1967, à Groslay, dans la clinique où travaillait Sœur Marie-Chantal Graton, qui lui devait d’avoir compris sa vocation de religieuse infirmière et l’estimait beaucoup, mais n’a jamais su qu’il avait caché des Juifs.

## Œuvre de mémoire
En 2007, Simon et Gisèle Picovschi, sauvés par lui alors qu'ils étaient enfants, informent le Père Dominique Pissot, curé du groupement paroissial de Luzarches, de leur intention de postuler pour l’abbé Antoine Corriger une inscription au Mémorial Yad Vashem, comme Juste parmi les nations. Des recherches sont effectuées pour rassembler les souvenirs de la famille Picovschi, dont certains vivent en Israël et aux États-Unis, et divers témoignages et éléments biographiques, recueillis par Renée et Jean-Michel Rat, avec le concours, en Lorraine, de Bertrand Kugler, adjoint au maire de Sarraltroff. Un hommage officiel lui est rendu à Chaumontel par les autorités civiles et religieuses, le 8 mai 2009, avec la pose d'une plaque souvenir sur sa tombe et d’une autre sur la maison paroissiale où il cacha ses protégés. Antoine Corriger a été inscrit sur la liste des Justes de France, en 2010, dossier 11893 (fr) . Le 13 septembre 2011, de nouvelles plaques consacrées aux Justes parmi les Nations sont posées au Mémorial de la Shoah à Paris et le nom d'Antoine Corriger y est inscrit. 
La Médaille des Justes lui est attribuée à titre posthume et officiellement remise à ses ayants droit, dans son village natal, Sarraltroff, le 16 octobre 2011.
Une biographie de l'abbé Antoine Corriger est écrite par Renée Baure-Rat et Jean-Michel Rat et publiée par la Société d'histoire et d'archéologie de Pontoise.
Un compte rendu de la cérémonie du 8 mai 2009 se trouve sur le site du diocèse de Pontoise.